# مقاطعة ناكيتوش
مقاطعة ناكيتوش (بالإنجليزية: Natchitoches Parish)‏ هي إحدى مقاطعات ولاية لويزيانا في الولايات المتحدة. تأسست سنة 1805، وتبلغ مساحتها 3365 كم2، بلغ عدد سكانها 39566 نسمة في عام 2010 حسب إحصاء مكتب تعداد الولايات المتحدة وتصل الكثافة السكانية فيها 39566 نسمة/كم2.

## وصلات خارجية
- www.historicnatchitoches.com
- United States Counties